# Genietruppe
Die Genietruppe (auch Genietruppen, früher auch technische Truppen oder Ingenieurtruppen; von französisch génie militaire = militärisches Ingenieurwesen) ist eine Truppengattung in der belgischen, der italienischen, der niederländischen und in der Schweizer Armee. Als historische Truppengattung war sie auch in anderen Armeen zur Ausführung aller im Feld- und Festungskrieg vorkommenden technischen Arbeiten bestimmt. Die Aufgaben der Genietruppen überschneiden sich mit jenen der Pioniertruppen.

## Geschichte

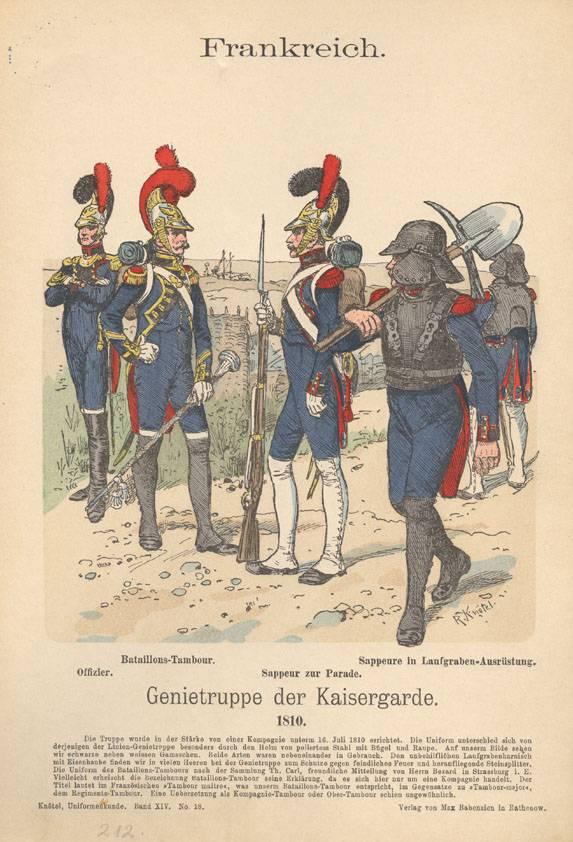
Französische Genietruppe der Kaisergarde von 1810 (Uniformenkunde von Richard Knötel)

Die Offiziere dieser Waffe bildeten das Geniekorps, in Deutschland das Ingenieurkorps. Als Geniekomitee bezeichnet man historisch eine beratende Behörde für den Festungsbau. Die Truppe selbst wurde als Genietruppe oder Festungspioniere bezeichnet. Die Genieoffiziere hatten die Entwürfe von Festungen und fortifikatorischen Bauten aller Arten zu fertigen und deren Bauausführung zu leiten. Im Festungskrieg, sowohl beim Angriff als auch bei der Verteidigung, leiteten sie den fortifikatorisch-technischen Dienst. Dazu gehörten der Sappen- und Minenbau, Brückenschlag sowie das Zerstören von Wegen, Brücken, Eisenbahnen und anderen militärtechnisch relevanten Verkehrswegen. Im Küstenkrieg (außer in den Kriegshäfen) konnten sie auch für das Auslegen von Seeminensperren verantwortlich sein.
In der Genietruppe gab es unter anderem folgende Spezialisten:
Sappeure für den Sappen- und Schanzenbau, Mineure für den Bau unterirdischer Anlagen, Pontoniere für den Brückenbau.
In einigen Armeen standen die Eisenbahn- und Telegraphentruppen mit der Genietruppe in organischem Zusammenhang oder wurden im Krieg aus ihnen formiert wie in Deutschland die Feldtelegraphenabteilungen; in anderen waren sie selbständig.
Außer im Schweizer Heer ist diese Truppengattung in modernen Armeen nicht mehr vorhanden. Festungsbauten gehören im Bewegungskrieg nicht mehr zu den taktischen Maßnahmen. Soweit noch erforderlich, wird der Bau von Schutzbauten durch die Pioniere wahrgenommen.

## Schweiz

### Übersicht

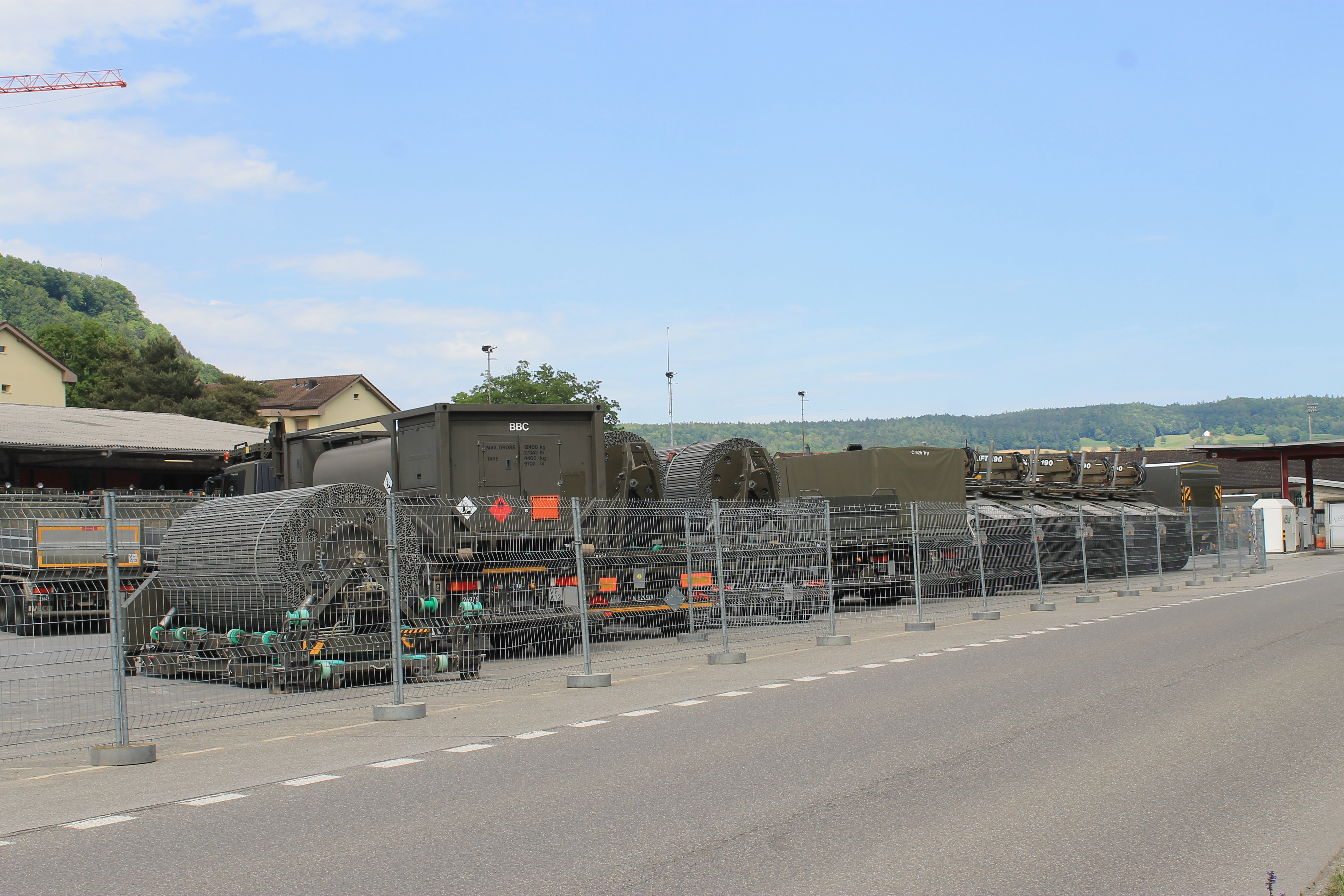
Fahrzeuge und Material der Schweizer Genietruppen in Brugg im Kanton Aargau

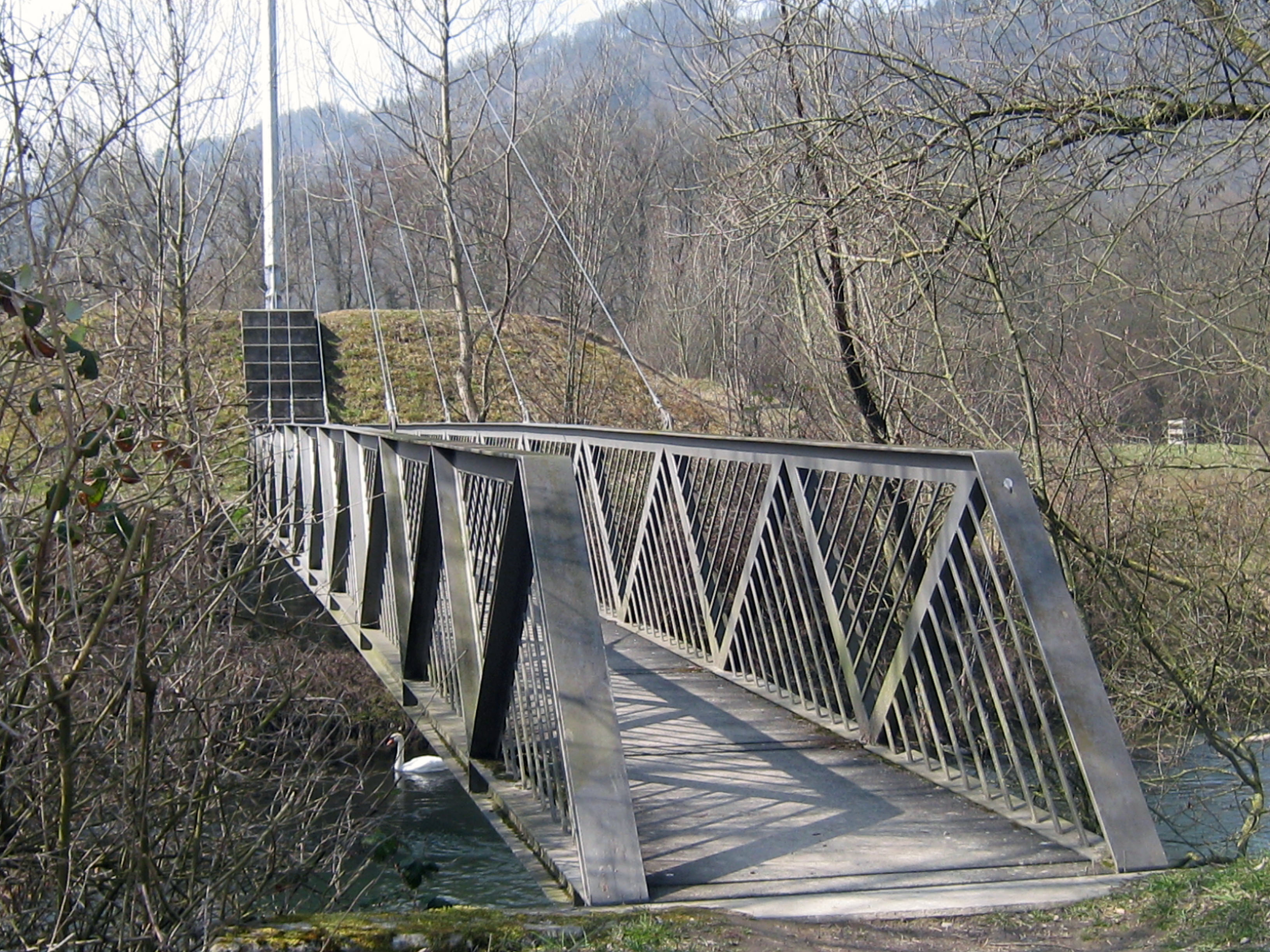
Ziviler Steg, erbaut von den Genietruppen der Felddivision 5

Die Genietruppen werden vor allem für Aufgaben eingesetzt, welche besondere technische Kenntnisse und Ausrüstungen erfordern.
Auftrag der Genietruppen:
- Sicherstellen der Beweglichkeit (Mobility),
- Einschränken der gegnerischen Beweglichkeit (Countermobility),
- Sicherstellen von Schutz und Überleben (Survivability),
- allgemeine Genieaufgaben (General Engineering)
- Katastrophenhilfe (Disaster Relief, vgl. auch Rettungstruppen).

Die Genietruppen bestehen in der Armee XXI aus folgenden Formationstypen:
- Geniebataillon (G Bat)
- Pontonierbataillon (Pont Bat)
- Motorbootkompanie (Mot Boot Kp)
- Ingenieurstab (Ing Stab)
- Panzersappeurbataillon (Pz Sap Bat)
- Flugplatzsappeurkompanie (Flpl Sap Kp)
- Armeetaucher[3] (C FB AT)

### Armeetaucher

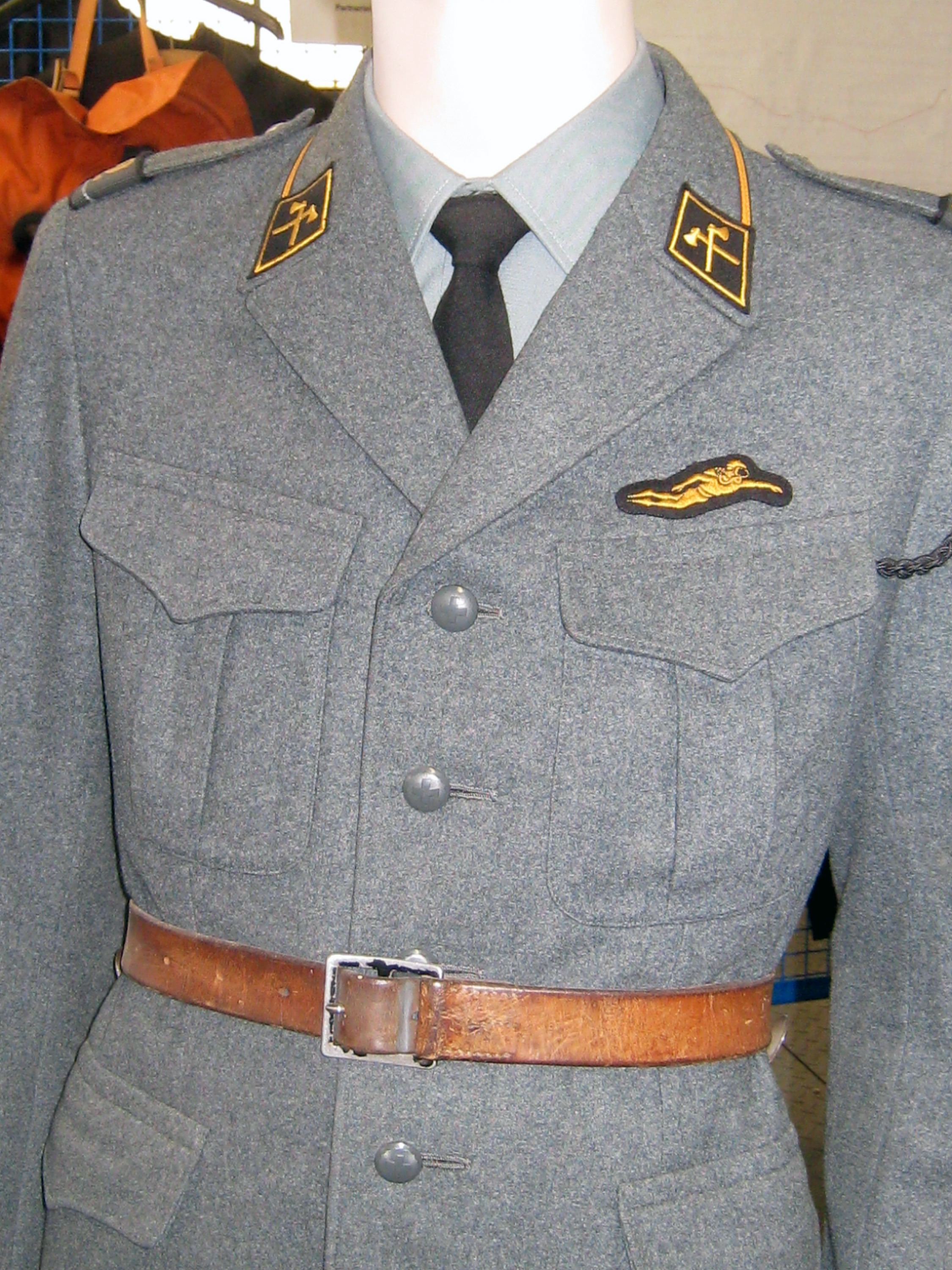
Dienstanzug (Ordonnanz 1949) eines Genie-Unteroffiziers der Schweizer Armee mit Tauchschwimmer-Abzeichen

In der Schweizer Armee existierte von 1969 bis 1980 eine Einheit Tauchschwimmer. Nach langer Pause ohne Armeetaucher wurden ab ca. 2008 wieder welche ausgebildet. Die Taucher-Kompanie besteht aus Berufs-, Zeit- und Miliz-Militär. Sie gehört den Genie- und Rettungs-Truppen an und sind keine Kampftaucher, sondern Einsatztaucher mit den nachfolgenden Aufgaben
- Durchführen von Erkundungen unter Wasser für die Genietruppen
- Suchen und Bergen von Personen, Material und Munition im Wasser
- Ausführen von Unterwasserarbeiten für die Armee oder Polizei
- Unterstützung anderer Truppen beim Sicherungs- und Rettungsdienst am und auf dem Wasser
- Durchführung von Unterwasserkontrollen an militärischen Infrastrukturen
- Unterstützung der Wasserausbildung anderer Truppen
- Verstärkung der Polizei und Grenzwache, falls die polizeilichen Einsatztaucher personell an die Grenzen stoßen.

Voraussetzungen, um Armee-Einsatztaucher zu werden, sind neben einer abgeschlossenen Rekrutenschule (beliebiger Truppengattung) eine sehr gute körperliche Verfassung und mindestens eine CMAS**- oder äquivalente Brevetierung als Sporttaucher. Umteilungswillige Armeeangehörige werden zuerst ausführlichen sportlichen Tests unterzogen, um die körperliche Belastbarkeit festzustellen. Als zweites werden die Fähigkeiten im Schwimmen, Apnoe- und Gerätetauchen geprüft. Erreicht der Armeeangehörige bei diesen Tests zufriedenstellende Ergebnisse, so wird er umgeteilt und danach zum Armeetaucher-Grundkurs und zu weiteren Spezialisierungswochen aufgeboten.